# Zygmunt Ewy
Zygmunt Oswald Ewy (ur. 27 kwietnia 1913 we Lwowie, zm. 22 czerwca 1994 w Krakowie) – polski uczony, fizjolog zwierząt, profesor nauk weterynaryjnych, związany z Akademią Rolniczą w Krakowie, także z Instytutem Zootechniki w Balicach, członek Polskiej Akademii Umiejętności i Polskiej Akademii Nauk.

## Życiorys
Pochodził z lwowskiej rodziny ziemiańskiej o szwajcarskich korzeniach, był synem Oswalda i Marii z domu Loteczka. Ukończył XI Gimnazjum im. Jędrzeja Śniadeckiego we Lwowie w 1933. Dyplom lekarza weterynarii na podstawie pracy Zachowanie się wody w tkankach w czasie glikolizy mięśniowej u konia otrzymał po odbyciu studiów w Akademii Medycyny Weterynaryjnej w 1938. Odbył roczne szkolenie wojskowe (VII kurs 1938/1939, 5. pal) we Włodzimierzu Wołyńskim. W stopniu podporucznika brał aktywny udział w obronie Lwowa, za co otrzymał od Rządu Polskiego na uchodźstwie Krzyż Kampanii Wrześniowej. Od 1939, w czasie sowieckiej okupacji Lwowa, pracował jako asystent w powstałym Lwowskim Instytucie Weterynaryjnym, a po zajęciu Lwowa przez Niemców w 1941 kontynuował pracę w utworzonych wtedy Państwowych Zawodowych Kursach Weterynaryjnych (niem. Staatliche Tierärztliche Fachkurse). Miał możliwość prowadzić własne badania naukowe do 1944. W tym czasie zainteresował się endokrynologią i przygotował pracę doktorską.
W 1945 uzyskał stopień doktora weterynarii na Uniwersytecie Wrocławskim na podstawie rozprawy Wstrząsy wywołane węglowodanami i ich zależności od diety (promotor prof. Andrzej Klisiecki). W latach 1945–1950 pracował na stanowisku starszego asystenta Katedry Chemii Farmaceutycznej Uniwersytetu Jagiellońskiego, a następnie przeniósł się do Katedry Rolnictwa kierowanej przez Teodora Marchlewskiego. W 1951 habilitował się na Uniwersytecie Jagiellońskim na podstawie pracy Różnice rasowe w reagowaniu bydła na niektóre bodźce nerwowe i hormonalne. W 1954 uzyskał tytuł profesora nadzwyczajnego i objął Katedrę Fizjologii Zwierząt w nowo utworzonej Wyższej Szkoły Rolniczej (późniejszej Akademii Rolniczej) w Krakowie. W 1962 otrzymał tytuł profesora zwyczajnego nauk weterynaryjnych. Był długoletnim kierownikiem tej katedry, a także skutecznym i życzliwym organizatorem pracy naukowej dużej grupy współpracowników i uczniów. W kadencji 1962–1965 pełnił obowiązki prorektora do spraw nauki Akademii, a w latach 1966–1977 był dyrektorem międzyuczelnianego Instytutu Biologii Stosowanej.
W okresie 1950–1983 kierował także Pracownią Biochemii, a później Zakładem Fizjologii Zwierząt w Instytucie Zootechniki. Przez kilka kadencji był zastępcą przewodniczącego Rady Naukowej Instytutu oraz przewodniczącym jej Komisji Kwalifikacyjnej. Przyczynił się do rozwoju i doskonalenia krajowej populacji bydła mlecznego.

## Działalność naukowa
Głównym kierunkiem jego badań były zagadnienia wydzielania wewnętrznego u zwierząt użytkowych, a w szczególności fizjologia laktacji. Zajmował się także oddziaływaniem środowiska na mechanizmy warunkujące procesy życiowe i wpływem układu endokrynnego na rozród zwierząt. Prowadził prace nad dysfunkcją hormonalną tarczycy, nad zawartością jodu w wodzie i w mleku krów, a także nad potrzebą suplementacji paszowej jodu w różnych regionach Polski. Jego prace były przedstawiane na dziesięciu światowych kongresach fizjologii ogólnej.

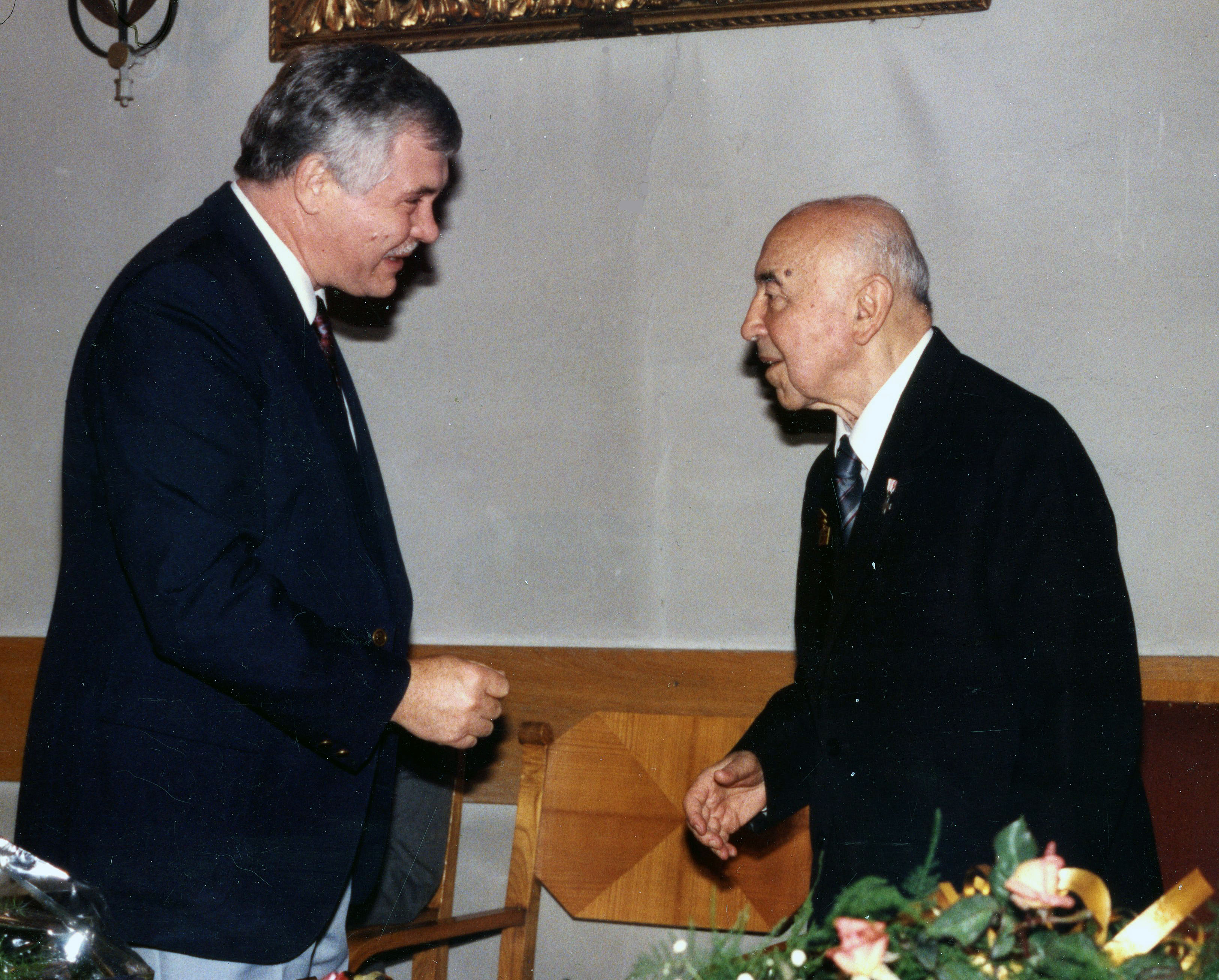
Zygmunt Ewy (z prawej) w czasie jubileuszu 80-lecia urodzin w auli Polskiej Akademii Umiejętności w Krakowie i Krzysztof Cena, jeden z jego uczniów, 11 czerwca 1993

W 1969 przyjęty został w poczet członków korespondentów Polskiej Akademii Nauk, w 1976 został jej członkiem zwyczajnym. Był wiceprzewodniczącym Rolniczej Komisji Izotopowej PAN (1970–1971), a także pełnił szereg funkcji w krakowskim Oddziale PAN – sekretarza Komisji Biologicznej (1957–1960), wiceprzewodniczącego (1960–1985) i przewodniczącego (od 1985) Komisji Nauk Rolniczych i Leśnych, a także zastępcy sekretarza naukowego Oddziału (1984–1992). W 1989 został członkiem odnowionej Polskiej Akademii Umiejętności. W październiku 1988 Akademia Rolniczo-Techniczna w Olsztynie nadała mu tytuł doktora honoris causa. Należał do Korporacji Akademickiej Fidelia Leopolnensis.
W 1961 był współzałożycielem czasopisma „Acta Agraria et Silvestria”. Był autorem wielokrotnie wznawianego podręcznika Zarys fizjologii zwierząt (1956). Wypromował 31 doktorów, spośród których 12 uzyskało tytuł profesora, a siedmiu stopień doktora habilitowanego. Był członkiem założycielem Polskiego Towarzystwa Nauk Weterynaryjnych i został wyróżniony godnością członka honorowego oraz odznaczony medalem „Pro Scientia Veterinaria Polona”. Był również członkiem honorowym Polskiego Towarzystwa Fizjologicznego. Poza pracą naukową prowadził praktykę weterynaryjną, był współzałożycielem pierwszego azylu dla zwierząt w Krakowie. Był zamiłowanym kynologiem i długoletnim przewodniczącym Rady Naukowej Związku Kynologicznego w Polsce i jego członkiem honorowym (1978), a także promotorem rasy owczarka podhalańskiego.

## Inne informacje
Zawarł związek małżeński z Krystyną Chruściel (1921–2010). Ich córka, Anna Ewý-Skalska jest lekarzem radiologiem, a syn Jacek Ewý architektem. Brat żony, Tadeusz Chruściel był profesorem farmakologii w Warszawie. Zygmunt Ewy jest pochowany na Cmentarzu Salwatorskim w Krakowie (sektor SC5, rząd 3, grób 13). Bratem matki żony był Władysław Webersfeld.

## Upamiętnienie
Z okazji 100. rocznicy urodzin zorganizowano w Krakowie międzynarodowe sympozjum poświęcone jego dorobkowi naukowemu.